# Christine de Veyrac
Christine de Veyrac (ur. 6 listopada 1959 w Tuluzie) – francuska polityk i prawniczka, eurodeputowana, była wiceburmistrz Tuluzy.

## Życiorys
Studiowała w rodzinnej Tuluzie, gdzie w 1983 uzyskała magisterium z prawa międzynarodowego.
W 1999 została po raz pierwszy wybrana do Parlamentu Europejskiego z listy koalicji gaullistów i liberałów, kierowanej przez Nicolasa Sarkozy’ego. W 2004 skutecznie ubiegała się o reelekcję. W PE weszła w skład frakcji Europejskiej Partii Ludowej i Europejskich Demokratów oraz Komisji Transportu i Turystyki. W 2009 została wybrana na kolejną kadencję.
Od 2001 do 2008 była zastępcą mera Tuluzy, w okresie zarządzania tym miastem przez Philippe’a Douste-Blazy’ego. Od 2002 należała do Unii na rzecz Ruchu Ludowego. Od 2008 przewodniczyła strukturom UMP w departamencie Górna Garonna. W 2012 przeszła do Unii Demokratów i Niezależnych.